# Анкович, Андрия
Андрия Анкович (хорв. Andrija Anković; 16 июля 1937, Gabela, Чаплина — 28 апреля 1980, Сплит, Югославия) — югославский футболист, чемпион Олимпийских игр 1960 года.

## Карьера
Анкович свою молодёжную карьеру провёл в «ГОШК (Габела)» и «Неретве». Свою профессиональную карьеру начал в «Хайдуке» из Сплита. Всего за «Хайдук» провёл 326 матчей и забил 250 голов, став легендой клуба. В 1966 году на 2 сезона перешёл в немецкий «Кайзерслаутерн». Закончил свою карьеру в 1968 году в австрийском «Брегенце».
В 1960 году Андрия входил в состав сборной Югославии, которая выиграла золото на Олимпиаде 1960 в Риме. В 1962 году был также включен в состав сборной на чемпионат мира 1962 в Чили.
Он умер 28 апреля 1980 года, от сердечного приступа, в возрасте 42 лет.
Ежегодно проходит турнир памяти в Габеле, названный в честь Анковича.